# شورش در اداره
شورش در اداره (به انگلیسی: Office Uprising) یک فیلم کمدی ترسناک آمریکایی محصول سال ۲۰۱۹ به کارگردانی لین اودینگ با بازی برنتون توایتز، جین لوی، آلن ریچسون، زکری لی‌وای، کاران سونی و ایان هاردینگ است.

## داستان
یک کارمند در یک کارخانه اسلحه سازی متوجه می‌شود که یک نوشیدنی انرژی‌زا همکارانش را به زامبی تبدیل می‌کند.

## ساخت
فیلمبرداری این فیلم در اوایل دسامبر ۲۰۱۶ در آلاباما آغاز شد.